# Giải vô địch bóng đá trẻ châu Á 1967
Giải vô địch bóng đá trẻ châu Á 1967 diễn ra tại Băng Cốc, Thái Lan. Giải đấu diễn ra từ ngày 15 đến ngày 27 tháng 4 năm 1967.

## Các đội tham dự
Các đội sau đây tham dự giải đấu:
- Miến Điện
- Ceylon
- Hồng Kông
- Ấn Độ
- Indonesia
- Israel
- Nhật Bản
- Malaysia
- Philippines
- Singapore
- Hàn Quốc
- Việt Nam Cộng hòa
- Đài Loan
- Thái Lan (chủ nhà)

## Vòng bảng

### Bảng A
| Đội         | ST | T | H | B | BT | BB | HS  | Đ |
| ----------- | -- | - | - | - | -- | -- | --- | - |
| Thái Lan    | 2  | 2 | 0 | 0 | 12 | 0  | +12 | 4 |
| Ceylon      | 2  | 1 | 0 | 1 | 3  | 7  | –4  | 2 |
| Philippines | 2  | 0 | 0 | 2 | 2  | 10 | –8  | 0 |

| 15 tháng 4 | Thái Lan | 7–0 | Philippines |
| 17 tháng 4 | Ceylon   | 3–2 | Philippines |
| 20 tháng 4 | Thái Lan | 5–0 | Ceylon      |

### Bảng B
| Đội               | ST | T | H | B | BT | BB | HS | Đ |
| ----------------- | -- | - | - | - | -- | -- | -- | - |
| Indonesia         | 3  | 2 | 1 | 0 | 8  | 3  | +5 | 5 |
| Việt Nam Cộng hòa | 3  | 1 | 2 | 0 | 3  | 2  | +1 | 4 |
| Hàn Quốc          | 3  | 1 | 1 | 1 | 8  | 7  | +1 | 3 |
| Hồng Kông         | 3  | 0 | 0 | 3 | 5  | 12 | –7 | 0 |

| 15 tháng 4 | Hàn Quốc          | 1–1 | Việt Nam Cộng hòa |
| 16 tháng 4 | Indonesia         | 4–2 | Hồng Kông         |
| 18 tháng 4 | Việt Nam Cộng hòa | 1–0 | Hồng Kông         |
|            | Indonesia         | 3–0 | Hàn Quốc          |
| 20 tháng 4 | Hàn Quốc          | 7–3 | Hồng Kông         |
| 21 tháng 4 | Indonesia         | 1–1 | Việt Nam Cộng hòa |

### Bảng C
| Đội       | ST | T | H | B | BT | BB | HS | Đ |
| --------- | -- | - | - | - | -- | -- | -- | - |
| Miến Điện | 3  | 3 | 0 | 0 | 5  | 0  | +5 | 6 |
| Singapore | 3  | 2 | 0 | 1 | 5  | 3  | +2 | 4 |
| Đài Loan  | 3  | 1 | 0 | 2 | 4  | 7  | –3 | 2 |
| Nhật Bản  | 3  | 0 | 0 | 3 | 2  | 6  | –4 | 0 |

| 16 tháng 4 | Miến Điện | 1–0 | Nhật Bản  |
|            | Singapore | 3–1 | Đài Loan  |
| 18 tháng 4 | Đài Loan  | 3–2 | Nhật Bản  |
| 19 tháng 4 | Miến Điện | 2–0 | Singapore |
| 22 tháng 4 | Singapore | 2–0 | Nhật Bản  |
|            | Miến Điện | 2–0 | Đài Loan  |

### Bảng D
| Đội      | ST | T | H | B | BT | BB | HS | Đ |
| -------- | -- | - | - | - | -- | -- | -- | - |
| Israel   | 2  | 1 | 1 | 0 | 7  | 1  | +6 | 3 |
| Ấn Độ    | 2  | 1 | 1 | 0 | 5  | 2  | +3 | 3 |
| Malaysia | 2  | 0 | 0 | 2 | 1  | 10 | –9 | 0 |

| 17 tháng 4 | Ấn Độ  | 1–1 | Israel   |
| 19 tháng 4 | Israel | 6–0 | Malaysia |
| 21 tháng 4 | Ấn Độ  | 4–1 | Malaysia |

## Tứ kết
| Thái Lan | 0 – 1 | Singapore |
| -------- | ----- | --------- |
|          |       |           |

| Israel | 3 – 0 | Việt Nam Cộng hòa |
| ------ | ----- | ----------------- |
|        |       |                   |

| Miến Điện | 5 – 0 | Ceylon |
| --------- | ----- | ------ |
|           |       |        |

| Indonesia | 6 – 2 | Ấn Độ |
| --------- | ----- | ----- |
|           |       |       |

## Bán kết
| Indonesia | 3 – 0 | Singapore |
| --------- | ----- | --------- |
|           |       |           |

| Israel | 1 – 0 | Miến Điện |
| ------ | ----- | --------- |
|        |       |           |

## Tranh hạng ba
| Miến Điện | 4 – 0 | Singapore |
| --------- | ----- | --------- |
|           |       |           |

## Chung kết
| Israel | 3 – 0 | Indonesia |
| ------ | ----- | --------- |
|        |       |           |

## Vô địch
| Giải vô địch bóng đá trẻ châu Á 1967 |
| ------------------------------------ |
| · Israel · Lần thứ 4                 |